# 红伶秘史
《红伶秘史》（英語：The Broadway Melody）是一部美国歌舞电影，它获得了1930年的奥斯卡最佳影片奖。这是第二部获得奥斯卡最佳电影的影片，也是第一部获得这个奖项的有声电影，同时它也是米高梅出品的第一部大型歌舞电影。在本片中，米高梅雇佣了两名音乐人谱曲，这也是历史第一次专门为一部电影创作乐曲。在接下来的十年里，米高梅拍摄了3部标题和剧情同本片极为接近的电影。1940年时米高梅重新翻拍了本片。

## 剧情
埃迪·卡恩斯（查爾斯·金）唱着《百老汇的旋律》，并告诉一些合唱团女孩，他把马奥尼姐妹的歌舞杂耍表演带到了纽约，在弗朗西斯·赞菲尔德（埃迪·凱恩）制作的最新剧目中与他一起表演。哈丽雅特·“汉克”·马奥尼（貝西·拉烏）和她的妹妹奎妮·马奥尼（艾妮塔·佩吉）正在公寓里等待埃迪的到来。姐姐汉克以她的商业意识和才能为荣，而奎妮则因她的美貌而受到称赞。汉克相信她们会成名，而奎妮却不太愿意为成为明星而付出一切。汉克拒绝了他们的叔叔杰德（傑德·普勞蒂）关于参加一个为期30周的巡回演出的提议，但同意考虑一下。
埃迪已經与汉克订婚了，他上次見到奎妮時她還是個小女孩。埃迪立刻被她吸引住了。他让他们来参加赞菲尔德的巡回演出的排练，展示她們的表演。一个金发碧眼的女人破坏了他们的表演，在钢琴里放了一个手提包，引起了与汉克的争吵。赞菲尔德对此不感兴趣，但他说他可能會給奎妮一份工作，奎妮恳求他也给汉克一个角色，哪怕两人只拿一份工资。她还让他假装是汉克的商业技能赢得了他的青睐。埃迪听到了两人的谈话，并因奎妮对她姐姐的所作所为而更加迷恋她。在歌舞剧的彩排中，赞菲尔德说《百老汇的旋律》的节奏太慢，将汉克和奎妮从节目中删掉。
与此同时，一名女演员从布景道具上摔下来后受伤了，奎妮被选来代替她。几乎所有的人都被奎妮迷住了，特别是臭名昭著的花花公子雅克·“乔克”·沃里纳（肯尼斯·湯姆森）。乔克开始向奎妮求爱，汉克对奎妮将她的成功建立在她的外表而不是她的才能上感到不安。
在接下来的几周里，奎妮花了很多时间和乔克在一起，汉克和埃迪对此表示强烈的反对。他们挡在门口禁止她去见他，但奎妮仍用力把他们推开，姐妹俩之间的关系开始恶化。原来，奎妮和乔克在一起只是为了对抗她对埃迪日益增长的感情，但漢克認為她正在讓自己受到傷害。最终，埃迪和奎妮承认了他们对彼此的爱，但奎妮还是不愿意伤她姐姐的心，再次跑去找乔克。
后来，汉克终于意识到奎妮和埃迪恋爱了。她还是让埃迪去追回奎妮。汉克声称自己从未爱过他，她只是在利用他来推动她的事业。他离开后，汉克崩溃了，時而抽泣，時而歇斯底里地大笑。她整理好自己的情绪，给杰德叔叔打电话，接受了30周的演出工作。
在乔克最近为奎妮购买的公寓里，有一场喧闹的聚会。聚会中，乔克要他们两人单独相处。她拒绝了他的追求，他說他為她付出了这么多，她至少也应该为他做些什么。他开始动手动脚，此时艾迪冲了进来，与乔克搏斗，但乔克一拳就把他打出了门。奎妮跑到埃迪身边，把乔克和聚会抛在后面。
画面一转，汉克和杰德叔叔等待着奎妮和艾迪从他们的蜜月中回来。姐妹俩之间的关系正在恢复，但汉克和埃迪之间明显感到不舒服。奎妮宣布她不再从事演艺事业，将在他们在長島的新房子里定居。她坚持要汉克在她的工作结束后和他们一起住。汉克与她的新伙伴和杰德叔叔离开后，奎妮感叹她不能帮助她的姐姐找到她应得的幸福。具有讽刺意味的是，汉克的新伙伴就是那个在姐妹俩刚到纽约时想要破坏表演的金发女郎。最后一幕是汉克在去火车站的路上。她向她的新伙伴保证，他们六个月内就会回到百老汇。

## 演员表
- 艾妮塔·佩吉 饰 奎妮·马奥尼

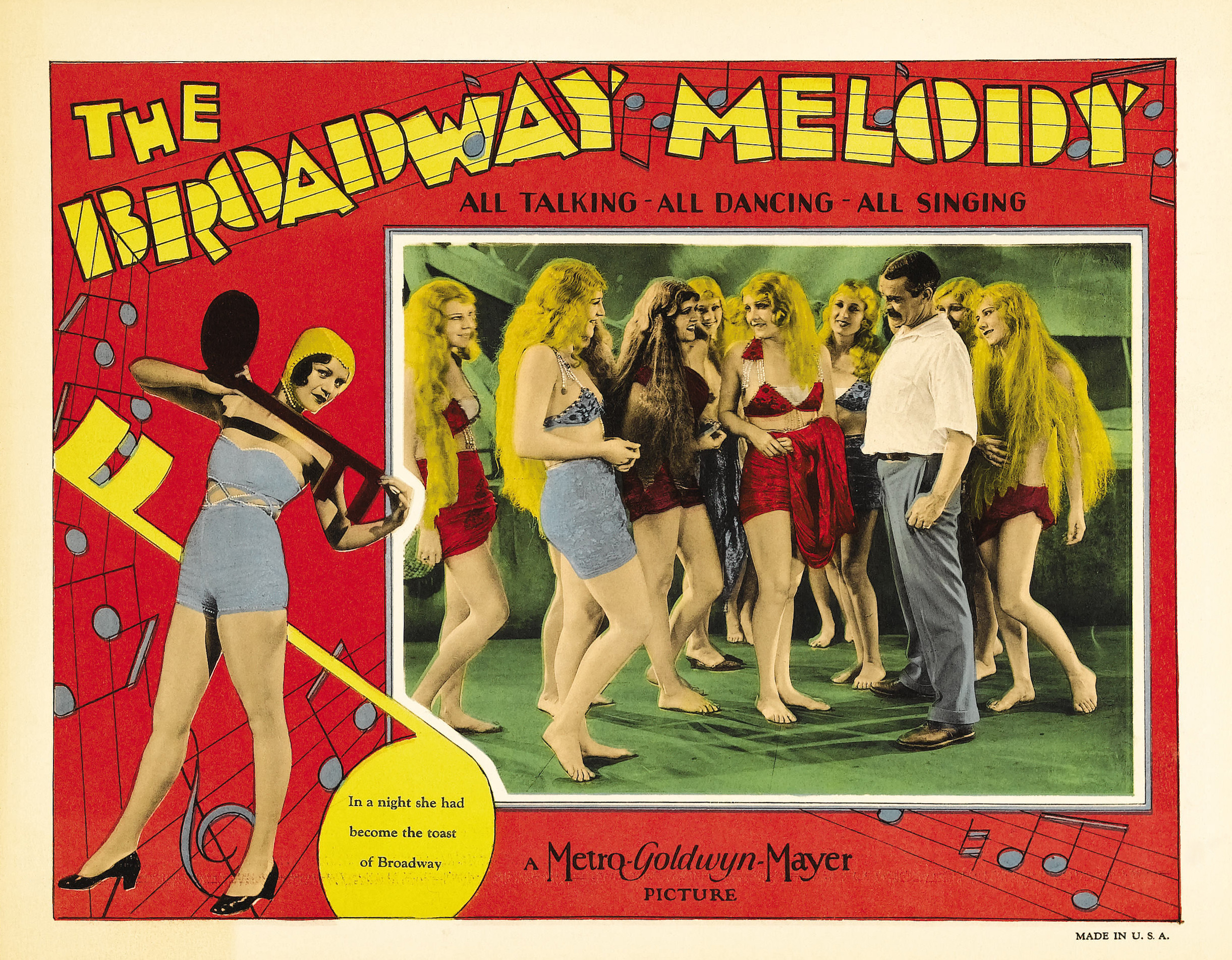
大堂画片

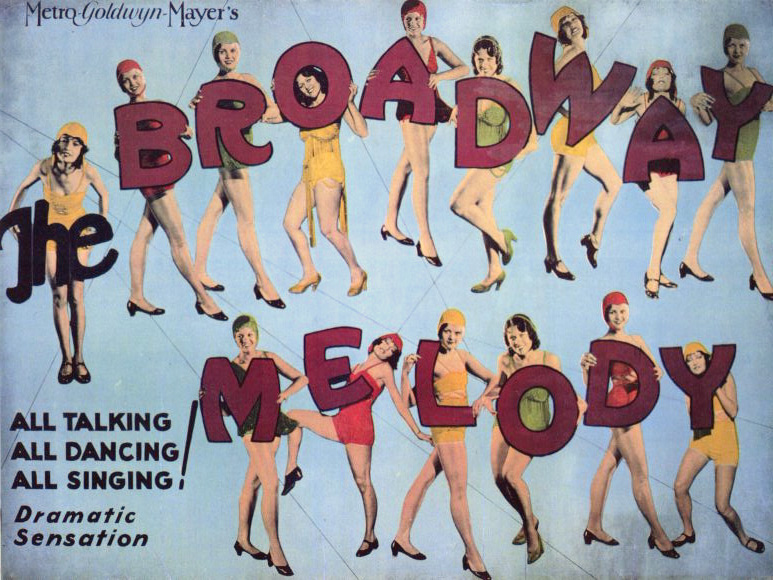
海报

- 貝西·拉烏（英语：Bessie Love） 饰 哈丽雅特·“汉克”·马奥尼
- 查爾斯·金（英语：Charles King (musical actor)） 饰 埃迪·卡恩斯
- 傑德·普勞蒂（英语：Jed Prouty） 饰 杰德叔叔
- 肯尼斯·湯姆森（英语：Kenneth Thomson (actor)） 饰 雅克·沃里纳
- 愛德華·狄龍（英语：Edward Dillon (actor)） 饰 舞台经理
- 瑪麗·多蘭（英语：Mary Doran） 饰 金發女郎芙洛
- 埃迪·凱恩（英语：Eddie Kane） 饰 赞菲尔德[6]
- 詹姆斯·格里森（英语：James Gleason） 饰 音樂出版商（未署名）